# Contea di Roger Mills
La contea di Roger Mills ( in inglese Roger Mills County ) è una contea dello Stato dell'Oklahoma, negli Stati Uniti. La popolazione al censimento del 2000 era di 3 436 abitanti. Il capoluogo di contea è Cheyenne.